# Мещерин, Николай Васильевич
Никола́й Васи́льевич Меще́рин (16 [28] февраля 1864, Москва, Российская империя — 9 [22] октября 1916, Дугино, Московская губерния, Российская империя) — русский живописец-пейзажист, один из первых в России последователей импрессионистов, яркая фигура среди московских художников времён Серебряного века; совладелец московской Даниловской мануфактуры, ближайший друг и покровитель Игоря Грабаря.

## Биография
Николай Мещерин родился 16 (28) февраля 1864 года в богатой московской купеческой семье: его отец, купец первой гильдии, потомственный почётный гражданин Василий Ефремович Мещерин (1833—1880), был основателем Даниловской мануфактуры.
По воле отца учился в Московской практической академии коммерческих наук, а после смерти отца, как старший сын, был вынужден принять управление делами, не окончив курса академии.
Сначала Н. В. Мещерин увлёкся фотографией, затем делал картины из сушёных трав и цветов, а в начале 1890-х годов приступил к занятиям живописью. Систематического художественного образования он не получил, ограничившись частными уроками, в том числе у В. В. Переплётчикова, который был товарищем Мещерина по Практической академии. Он также брал уроки у М. Х. Аладжалова и А. М. Корина.
В усадьбе Дугино у Н. В. Мещерина бывали и подолгу жили многие художники: И. И. Левитан, А. С. Степанов, С. В. Малютин, В. В. Переплётчиков, И. Э. Грабарь. По словам И. Э. Грабаря, в Дугине у Мещерина перебывали «все московские художники», а сам Грабарь прожил в Дугине почти 13 лет. В. В. Переплётчиков писал: «Я знаю ещё одну местность, которую можно прировнять к Дугину по обилию живших в ней художников: это Саввинская слобода (окрестности г. Звенигорода)». В усадебном доме были даже оборудованы две мастерские: одна — для хозяина, другая — специально для гостей.
И. Э. Грабарь отметил: «Левитан, быть может, не написал бы двух лучших своих картин с молодым месяцем, если бы за год перед тем, как за них приняться, не видел оба мотива уже в Дугине, среди этюдов Мещерина». Он «был ими захвачен…». Этот факт указывает на размер «мещеринского дарования, незаслуженно оставшегося в тени…». По мнению Грабаря, Левитан также был обязан Мещерину появлением такого пейзажного мотива как деревенские сараи: «Однажды он смотрел последние работы Мещерина… и сказал:

— Замечательный мотив. Никто сараев не писал, а следует. Ваш покорный слуга сейчас занят той же темой».
Дочь И. Э. Грабаря, Ольга, вспоминала причуды Мещерина в вопросах питания: он искренно верил, что употребляя «мечниковскую», как её в то время называли, простоквашу, можно существенно продлить жизнь. К подобным панацеям он относил и редьку с квасом.
В 1907 году Мещерин увлёкся приобретением граммофонных пластинок; в письме И. Э. Грабарю 11 июня он писал: «Что касается меня, то я начинаю трусить: как бы не ограммофониться. Так увлёкся, что просто беда. То бывало: утренняя заря, да лунная ночь и т. п.; а теперь ещё граммофон… А пластинок-то неисчислимое множество. Не прошло и месяца, а уже около 70-ти пластинок на лицо».

### Творчество
В огромном большинстве работ Н. В. Мещерина представлены пейзажи средней полосы России.
Впервые работы Н. В. Мещерина были показаны на выставке Московского товарищества художников в 1899 году: «Осинки со снегом» и «Дубок». В том же году им была написана картина «К весне», присланная на Передвижную выставку.
Грабарь вспоминал, что среди экспонентов выставки «36 художников» был и Н. В. Мещерин.
Картины Мещерина были положительно оценены и критиками, и собирателями искусства, воспроизводились в журнале «Мир искусства», о нём писали в «Известиях Московского литературно-художественного кружка», которые редактировал В. Я. Брюсов.
В 1906 году на III и IV выставках Союза русских художников им были 12 новых крупных работ; из их числа, в Париже и Берлине на устроенной С. П. Дягилевым выставке древних икон, скульптуры, портретной живописи, наряду с произведениями В. Серова, А. Бенуа, М. Врубеля, И. Грабаря и К. Коровина, были представлены пять пейзажей Мещерина: «Ноябрь», «Дикая рябина», «На пашне», «Осень», «Перед рассветом».
Две его картины были приобретены в Третьяковскую галерею: «Избы» (1901) — в 1903 году и «На пашне» (1904) — в 1907 году. Одна из лучших работ — «Сирень» (1905) демонстрировалась на зимней выставке «Союза русских художников». Вскоре была написана картина «Осенняя лунная ночь» (1906—1907), пополнившая коллекцию В. О. Гиршмана.
В 1910 году Николай Васильевич Мещерин передал некоторые свои картины открывавшемуся Вятскому художественному музею.
После похорон В. А. Серова в 1911 году литератор Б. А. Садовской в дневниковой записи отметил: «Были все московские знаменитости… Среди присутствовавших называли Н. А. Андреева, В. Н. Бакшеева, В. М. Васнецова, И. Э. Грабаря, И. С. Ефимова, Н. В. Досекина, К. А. Коровина, Н. В. Мещерина, Н. Д. Милиоти, И. С. Остроухова, Л. О. Пастернака, К. К. Первухина, Н. П. Ульянова, К. Ф. Юона — всех тех московских художников, с которыми Серов на протяжении многих лет участвовал в выставках „Союза русских художников“ и Мира искусства».
Скончался Н. В. Мещерин в своём имении, где последние 12 лет жил почти безвыездно. Похоронен был в близлежащем Крестовоздвиженском Лукинском монастыре. Поскольку его брак был бездетен, наследницей всего собрания картин стала его жена — Лидия Ивановна Горячева-Мещерина.
На XV выставке Союза русских художников, в конце 1917 года, были показаны его 30 картин; многие были проданы, так что ныне известно местонахождение только 13 из них.
В 1987 году состоялась первая выставка произведений Н. В. Мещерина; был подготовлен сборник материалов и каталог. В Государственном историческом заповеднике «Горки Ленинские», в 1994 году состоялась ещё одна выставка художника.
В 2019 году в Музее русского импрессионизма открылась выставка «Николай Мещерин. Выход из суеты», на которой были представлены 92 картины и 25 авторских фотографий.